# Roland Castro (architecte)
Pour les articles homonymes, voir Castro et Roland Castro.
Roland Castro, né le 16 octobre 1940 à Limoges et mort le 9 mars 2023 à Paris, est un architecte et militant politique français. Il a un parcours politique allant de l'extrême gauche au soutien à Emmanuel Macron.

## Biographie

### Situation personnelle
Roland Castro est issu d'une famille juive originaire de Salonique. Il est le père de l'humoriste Zazon.

### Carrière professionnelle

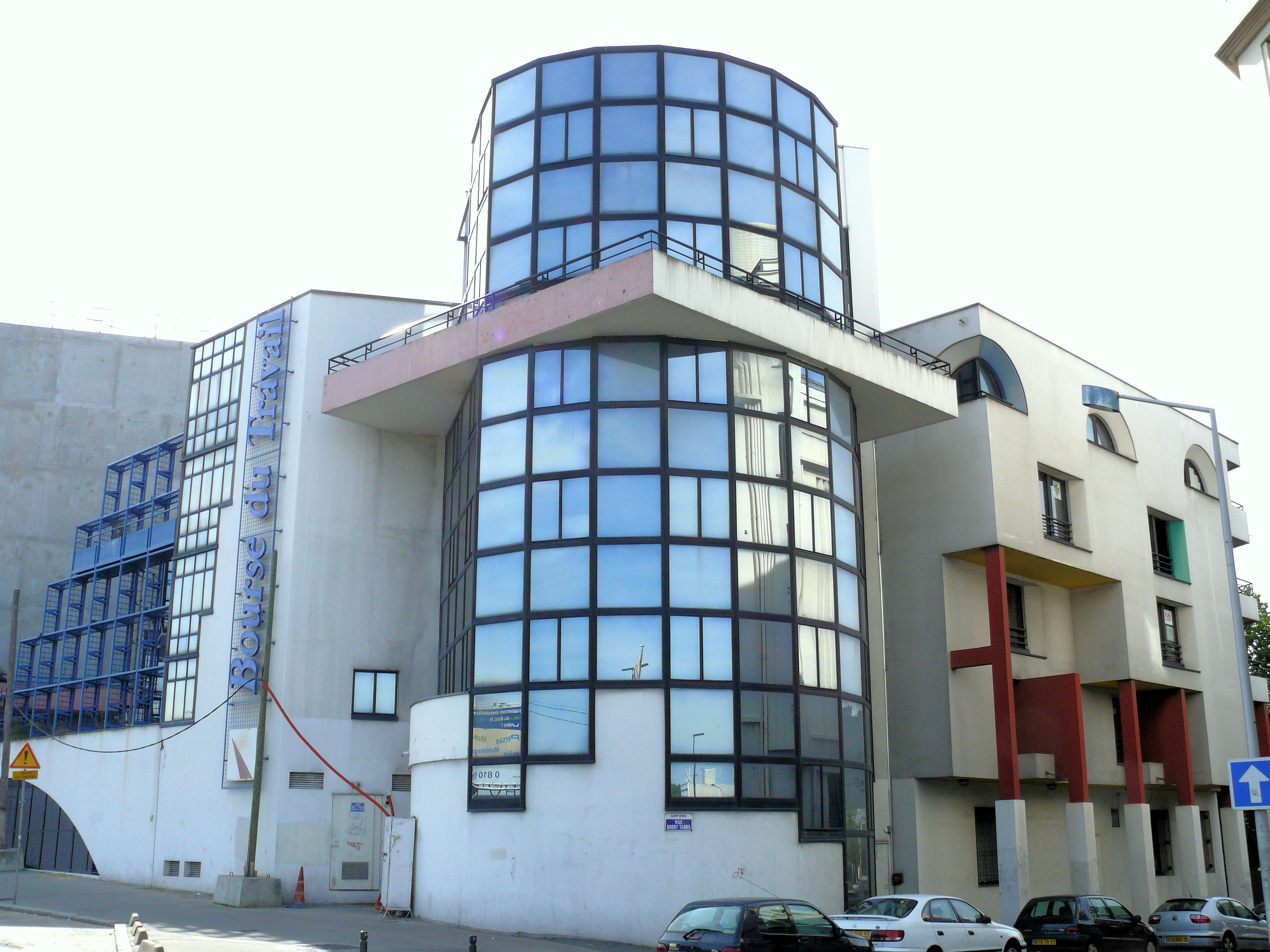
Bourse du travail de Saint-Denis.

Bâtiment du « pont » de l'UTBM.

Ses principales réalisations sont les suivantes :
- 1985 - Place des Martyrs, Rezé (Loire-Atlantique) ;
- bourse du travail de Saint-Denis (Seine-Saint-Denis), située rue Génin ;
- logements collectifs à Noisy-le-Grand ;
- université de technologie de Belfort-Montbéliard (UTBM) ;
- 1985-1990 - Centre national de la bande dessinée et de l'image (CNBDI), devenu Cité internationale de la bande dessinée et de l'image, Angoulême[3],[4]
- employé par Charles Pasqua pour rénover les cités des Hauts-de-Seine (en tant qu’architecte) ;
- architecte en chef du Faubourg de l'Arche à Courbevoie, en « duo » avec Bernard Lamy ;
- médiathèque, hôtel et logements, 115 rue de Bagnolet, Paris 20e dont le premier Mama Shelter[5] ;
- 2012 - Ovalie à Saint-Ouen (Seine-Saint-Denis)[6] ;
- 2018 - Tour Emblematik place du Front populaire à Aubervilliers[7].

De 1981 à 1991 il animera avec l'urbaniste Michel Cantal-Dupart  la mission Banlieues 89 qui avait pour but d'améliorer l'architecture et l'urbanisme des banlieues françaises. Cette mission constitue un jalon dans la politique de la ville en France et notamment en mettant en avant la nécessité de réaliser des projets de renouvellement urbain globaux.
De 2008 à 2009, il est, après nomination par le président de la République Nicolas Sarkozy, à la tête d’une équipe pluridisciplinaire avec laquelle il participe à la consultation sur le Grand Paris intitulée « Le Grand Pari(s) de l’agglomération parisienne ». Il y défend notamment l'implantation de hauts lieux symboliques de la République et de la culture pour redonner de l'intensité et de la beauté à la « banlieue ». Il présente un projet pour aménager (et urbaniser) le parc Georges-Valbon, anciennement parc de la Courneuve, dont 310 hectares sur 417 sont classés Natura 2000.

### Parcours politique
D'abord membre du Parti socialiste unifié, il rejoint en 1962 l’Union des étudiants communistes, alors qu'il est étudiant aux Beaux-Arts de Paris. Il est exclu du Parti communiste français (PCF) en 1965, et rejoint l'Union des jeunesses communistes marxistes-léninistes (UJC(ml)) l'année suivante.
Il est maoïste dans les années 1970, au sein du mouvement Vive le communisme (1968), qui se transforme peu après en Vive la révolution (VLR), qu’il cofonde avec notamment Tiennot Grumbach. Après la dissolution de VLR en 1971, il rencontre Lacan et entamera avec lui une psychanalyse qui durera sept ans.
Partisan de François Mitterrand en 1981, il crée une structure d’intervention et de réflexion sur les banlieues à l’origine de la mission Banlieues 89. Il publie le journal Légende du siècle : la conspiration des égos avec Jean-Paul Dollé, Jean-Pierre Le Dantec et Léon Schwartzenberg ; cinq numéros paraissent entre 1987 et 1992.
Démissionnaire du Parti socialiste (PS) en raison de la nomination de Bernard Tapie au gouvernement Bérégovoy, il réintègre le PCF, sous la direction de Robert Hue, devenant membre du comité national du parti.

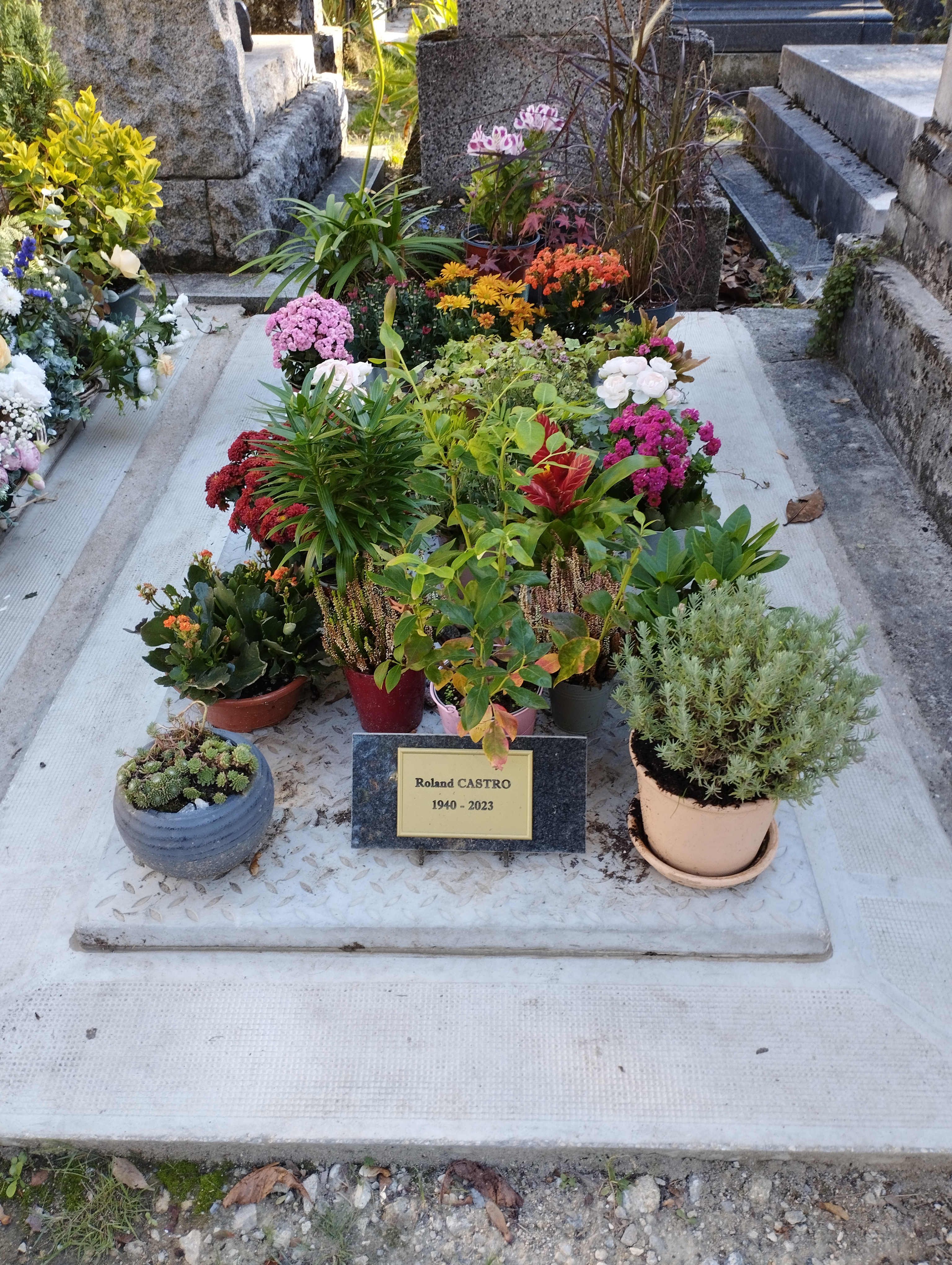
Tombe de Roland Castro au cimetière du Père-Lachaise (division 44).

Il défend en 2003 « 89 propositions pour restaurer le lien social » et fonde le Mouvement de l’utopie concrète (MUC), avec entre autres Éric Halphen. Il annonce sa candidature à l’élection présidentielle de 2007, mais y renonce le 12 mars 2007, faute de parrainages suffisants.
Il soutient Arnaud Montebourg à la primaire citoyenne de 2011, puis Emmanuel Macron à l'élection présidentielle de 2017.

### Mort
Il meurt le 9 mars 2023 dans le 13e arrondissement de Paris,, à l'âge de 82 ans. Il est inhumé en bordure de la 44e division du cimetière du Père-Lachaise, à quelques mètres d'Allan Kardec.

## Hommages
Depuis le 12 juillet 2024, une promenade du 20e arrondissement de Paris porte son nom.

## Publications
- 1989, Paris, Barrault Éditions, 1984.
- Civilisation urbaine ou barbarie, Paris, Éditions Omnibus, 1992, 187 p.
- J'affirme : Manifeste pour une insurrection du sens, Paris, Éditions Sens & Tonka, 2005, 160 p.
- Avec Sophie Denissof, (Re)Modeler Métamorphose, Paris, Le Moniteur Éditions, 2005, 246 p.
- Faut-il passer la banlieue au Kärcher ? entretien avec Claude Perrotin, Paris, Éditions l'Archipel, 2007, 139 p.
- La longue, lente, périlleuse (et poilue) Fabrique du rêve, Paris, Éditions l'Archipel, 2010, 302 p.
- Avec Sihem Habchi, Nous sommes des millions à être seuls, Paris, Éditions David Reinharc, 2012, 149 p.
- Il faut tout reconstruire, Paris, Éditions l'Archipel, 2016, 160 p.
- Le Corbusier n'a pas rencontré Freud, Paris, Éditions du Canoë, 2018, 57 p.